# KNEP-serien
Detta är en lista över Knäppupp AB:s singlar och EP som givits ut med skivetiketten Knäppupp i skivserien KNEP.

## KNEP nr
- 1. Balladen om Eugen Cork (Povel Ramel och Flickery Flies), 1954
- 2. När schlagern dog (Povel Ramel, Martin Ljung, Brita Borg och Gunwer Bergqvist), 1955
- 3. Drevet går drevet går (Povel Ramel och Gunwer Bergqvist) finns utgiven på 4500 serien som 4522
- 4. Hubertus Rock (Allan Johansson med största Knäppupporkestern)
- 5. When the saints go marchin in (Tuxedo Brass Band)
- 6. Tuxedo go and stop (Tuxedo Brass Band)
- 7. Rock-a-beating boogie (The Ukulele Twins, Almstedt-Lindkvartetten)
- 8. Det glada fjuttitalet (Bunny Blom)
- 9. Violett (Sigurd Ågrens orkester)
- 10. Honeysuckle Rose (Tuxedo Brass Band)
- 11. Fat Mammy Brown (Brita Borg)
- 12. Royal garden blues (Spencer Williams med orkester)
- 13. Closer closer closer (Spencer Williams med orkester)
- 14. Turning back time (Spencer Williams med orkester)
- 15. Naturbarn (Povel Ramel)
- 16 september in the rain (Bob Ellis till Bob Ellis kvartett med fyra tromboner)
- 17. Tango-kavaljeren (Bertil Boo)
- 18. Pangbrud från Las Vegas (Mari Ade)
- 19. Tammy (Inger Berggren)
- 20. Brita i regnet (Brita Borg)
- 21. Lyckliga Henriks polka (Sigurd Ågrens orkester med Olle Johnny)
- 22. Kärlek nål och tråd (Inger Berggren)
- 23. Hela jag (Bunny Blom)
- 24. Att vara rolig (Martin Ljung)
- 26. Morbror Ruben (Yngve Gamlin)
- 27. Bladbergeri hursa! (Povel Ramel)
- 28. En schottistrall (Olle Johnny)
- 29. På en öde ö (Bob Ellis)
- 30. Down by the river side (Chilos Skiffle Group)
- 31. Bad road (Jan Allan)
- 32. Anders Börje sjunger Lillebror Söderlundh
- 33. Miss Elena (Lex van Spalls orkester)
- 34. It had to be you (French Jazz Globe Trotters)
- 35. Pay me my money down (Chilos Skiffle Group)
- 36. Iron bar (Lex van Spall's Orchestra)
- 37. Cross your heart (Jan Allan)
- 38. Tight like this (French Jazz Globe Trotters)
- 39. Rock med Bob Ellis
- 40. Vår i luften (Inger Berggren)
- 41. Struttin with some barbecue (French Jazz Globe Trotters)
- 42. Mål (Flickery Flies)
- 43. 6-5 hand jive (Inger Berggren)
- 44. Ska vi ses igen... nästa lördag? (Bertil Boo)
- 45. It's allright with me (Almstedt-Lindsextetten)
- 46. Tatuerarevalsen (Anders Börje)
- 47. Utsikt från en bro (Brita Borg)
- 48. Glory land (Chilos Skiffle Group)
- 49. Kycklingpolka (Sigurd Ågrens orkester) 1958
- 50. Kvinnorna kring Bunny (Bunny Blom)
- 51. Vi tälta med Delta (Delta Rhythm Boys)
- 52. The Big Gerhard (Karl Gerhard)
- 53. Kari väntar dig (Brita Borg)
- 54. Piccolissima serenata (Inger Berggren)
- 55. Bosse Quiding sings the pops (Bosse Quiding)
- 56. Valspotpurri (Sigurd Ågrens orkester)
- 57. Rock Fnykis (Martin Ljung)
- 58. Pikiso (Pia Lang)
- 59. Takters potpurrier (Sigurd Ågrens orkester)
- 60. Frankenstein Rock (Brita Borg)
- 61. Patricia (Bob Ellis och The Relaxers)
- 62. Stockholm-Broadway
- 64. Polkorna de gå (Sigurd Ågrens orkester)
- 65. Susie darling (The Q Brothers)
- 67. Långdans och Jullekar (Sigurd Ågren och Farbror Anders med barnkör)
- 68. Knalle Juls vals (Anders Börje)
- 69. Come prima (Johnny Dorelli con orchestra)
- 70. Augustin (Brita Borg)
- 71. When Jack Dailey
- 72. Hey, hey, hey La Bommie
- 73. Successi Italiani 1 (Teddy Reno)
- 74. Chicago (Inger Berggren)
- 75. Tiger rag (Jan & Kjeld med rytm)
- 76. I Rosenhult och Solby (Anders Börje)
- 77. Problems (The Q Brothers)
- 78. Non dimenticar (Inger Berggren)
- 80. Cha-cha through the evergreens (Jack Dailey)
- 81. Schoolboy crush (Bob Ellis och The Relaxers)
- 82. Basta 'ammore (Inger Berggren)
- 83. Festival i Cannes (Brita Borg)
- 84. Tänk dig en strut karameller (Gunwer Bergqvist & Povel Ramel)
- 85. Banne mig (Brita Borg)
- 86. Svarta Malins ballad (Martin Ljung)
- 87. Travel on (Chilos)
- 88. Sommar, sommar, sommar... (Anders Börje)
- 89. De tre klockorna (Lily Berglund)
- 90. Hamlet (Martin Ljung)
- 91. Den gamla spinnrocken (Bertil Boo)
- 92. Anders Börje sjunger ur Fridas visor (Anders Börje)
- 93. Oscar Svensson (Monica Nielsen)
- 94. Lika kär som jag - Angelina (Sven-Erik Mårdstam)
- 95. Personality (The Q Brothers)
- 96. Goodbye, Jimmy, goodbye (Inger Berggren - sång till egen orkester)
- 97. Kom i cha cha cha (Brita Borg)
- 98. Kärleksprat (Lily Berglund)
- 99. Änglaklockor (Bertil Boo)
- 100. Kromosomtalaren (Martin Ljung)
- 101. Bilbrudarna (Inger Berggren)
- 102. Sea of love (Bob Ellis och hans orkester)
- 103. Fingal Olsson (Martin Ljung)
- 104. Atom Ante (Stig Grybe)
- 105.  Sjung med oss Inger : Sex visor av Gösta Severin (Inger Berggren med Bernt Öst och Anders)
- 106. Dr Kotte slår till
- 107. Dr Kotte slår till 2
- 108. Concert d'amour (Inger Berggren)
- 109. A hot an a holler (The Q Brothers)
- 110. The five pennies medley (Brita Borg)
- 111. Marina (Bob Ellis)
- 112. Flickan med svavelstickorna (Lily Berglund)
- 113. You'd be so nice to come home (The Linn Tones)
- 114. You stepped out of a dream (The Linn Tones)
- 115. Ur filmen Mälarpirater / (Svenerik Perzon, Monica Nielsen, Karl Åke Eriksson)
- 116. Tom Pillibi (Inger Berggren)
- 117. Milord (Mari Ade)
- 118. Skogsmilan (Skogs-Evert Blomberg)
- 119. Hans Alfredson och Brita Borg
- 120. Bara mamma vill
- 121. Fröken Johansson och jag (Lily Berglund)
- 122. Min cucuzza (Bob Ellis)
- 123. Lykkeliten (Gunwer Bergqvist)
- 124. Banjo boy (Jan och Kjeld)
- 125. Itsy bitsy teeny (Lily Berglund)
- 126. Jasså (Brita Borg - Martin Ljung)
- 127. Guben i Låddan (Hans Alfredson och Martin Ljung)
- 128. En liten Kyss (Brita Borg)
- 130. Cha-ba-di-cha-ba-da (Inger Berggren)
- 131. Rosor (Lily Berglund)
- 133. Invitation till Guatemala (Samtal under dans) (Evert Taube och Brita Borg)
- 134. Fågelskådaren (Stig Grybe)
- 135. Refrenger (Per Lindqvist och Lily Berglund med Gastarna)
- 136. Calcutta (Bob Ellis)
- 137. Förr i Värla (Bondlåt från Jämtland) (Mari Ade)
- 138. Ala carte (Hans Alfredson)
- 139. Han är äntligen äntligen min (Lily Berglund)
- 140. Ulliga krulliga gubbar (Brita Borg)
- 141. Romantiserad nutid (Povel Ramel)
- 142. Kanonkungen (Martin Ljung)
- 143. Karl Nilsson (Povel Ramel)
- 144. Eld i berget (Sune Mangs)
- 147. Hässelbysteppen (Brita Borg)
- 148. Mälardrottningen (Mari Ade)
- 149. Seglaren (Stig Grybe)
- 150. Sverigebruden (Birgitta Andersson)
- 150. Fötter reklamskiva för Skoströms (Birgitta Andersson)
- 151. Viking (Martin Ljung)
- 152. Die Borg (Brita Borg)
- 153. Den gamla restauranttrion (Povel Ramel, Brita Borg och Oscar Rundqvist)
- 155. Tindrande barnaögon (Ann-Cristin Ek)
- 156. Det gamla julkortet (Almstedt-Lind-kvintetten)
- 157. Tror du på kärleken (Git Skiöld)
- 158. En liten turistflamenco
- 159. 55:an Olga (Martin Ljung)
- 160. Roban (Stig Grybe)
- 161. Fräckisar (Lissi Alandh och Åke Söderqvist)
- 162. Sänd på dej (Michael B Tretow)
- 163. Ta av dig skorna (Povel Ramel)
- 164. Karls död (Bertil Nelhans)
- 165. Förvånansvärt (Mikael Ramel)
- 166. Den sista jäntan (Monica Zetterlund)
- 167. Håll musiken igång! (Monica Zetterlund - Povel Ramel)
- 168. ur musikalen Milda makter
- 169. Kristallen den fina (Kvintetten Olsson)
- 170. Farbror Olsson (Kvintetten Olsson)